# San Juan de Oriente
San Juan de Oriente est une ville du Nicaragua située dans le département de Masaya. Située à 45 kilomètres au sud de la capitale Managua, la ville fut fondée en 1585. Elle est connue pour son travail de la céramique et fut nommée autrefois, pour cette raison, San Juan de los Platos (San Juan des Plats).
Elle est peuplée de 3 738 habitants

## Jumelages
- Sacramento (États-Unis)